# S.J. Watson
S.J. Watson (Stourbridge, 1971) is een Engels schrijver. Hij debuteerde in 2011 met Voor ik ga slapen, dat tot dusver in 30 verschillende landen werd gepubliceerd. In 2015 bracht hij zijn tweede boek uit: Tweede leven.
Watson werd geboren in Stourbridge, in de West Midlands. Na zijn studies aan de Universiteit van Birmingham verhuisde hij naar Londen, waar hij in diverse hospitalen werkte en zich specialiseerde in de diagnose en behandeling van slechthorende kinderen. 's Avonds en in het weekend schreef hij fictie. 
In 2009 werd Watson geaccepteerd voor de eerste cursus Writing a Novel aan de Faber Academy. Het resultaat was zijn debuutroman, Voor ik ga slapen. Al snel daarna werd het boek in 30 landen geaccepteerd voor publicatie, en in 2011 wordt gestart met de adaptatie voor het grote scherm. In 2014 kwam de film Before I Go to Sleep uit, gebaseerd op het boek Voor ik ga slapen.